# Hoblík na sýr

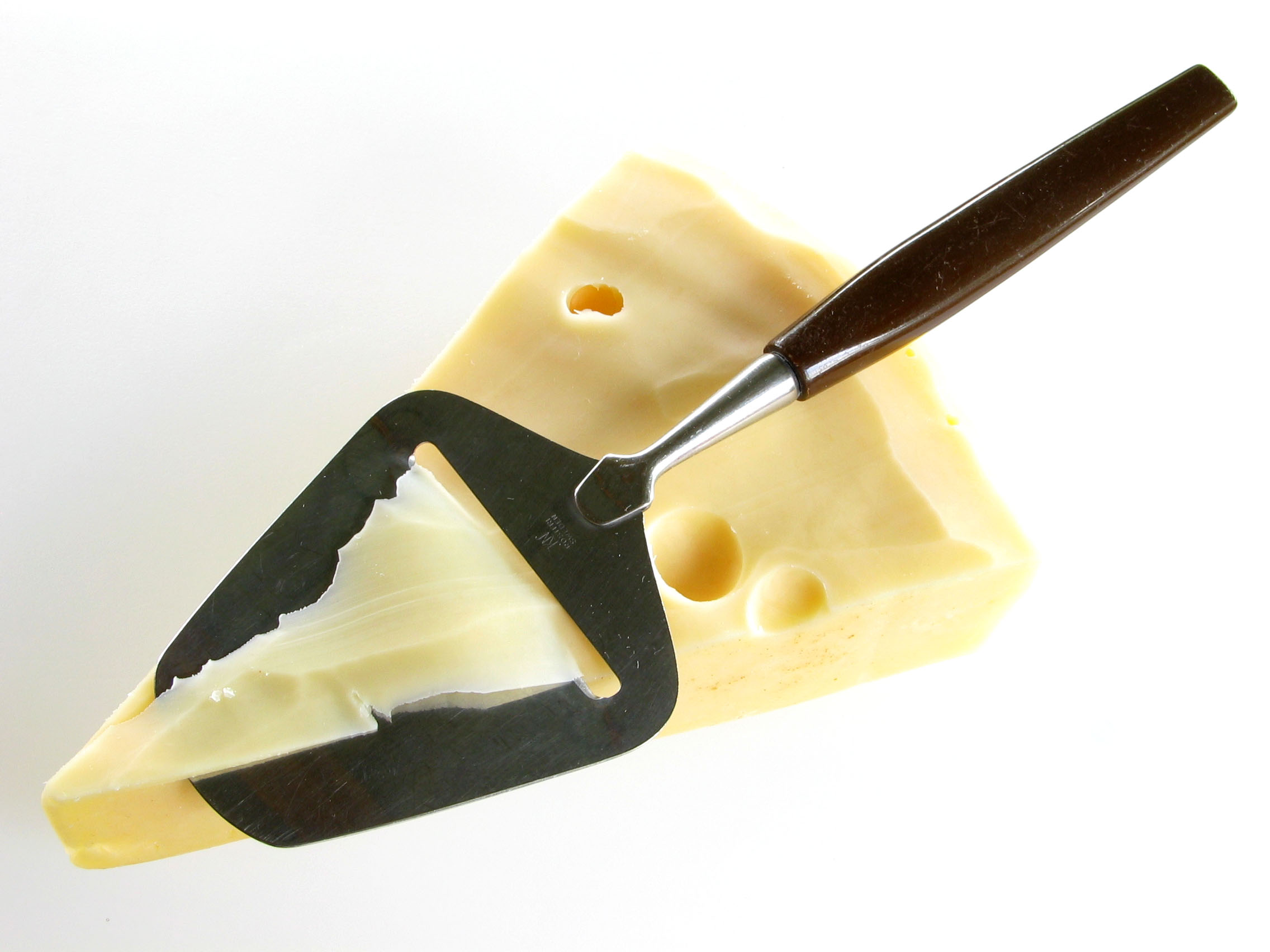
Hoblík na sýr

Hoblík na sýr (ostehøvel) neboli plátkovač, či kráječ sýra je nástroj, který vytváří pravidelné tenké plátky tvrdého sýra. Má podobu lopatky s držadlem a širokou lichoběžníkovou čepelí, která je opatřena úzkým příčným otvorem s ostrým okrajem. Nástrojem se přejíždí po cihle sýra a ukrajují se tenké hobliny. 

## Historie
Nástroj vynalezl stolař z norského Lillehammeru Thor Bjørklund (1889–1975) a nechal si ho patentovat 27. února 1925. V roce 1927 pak založil firmu Thor Bjørklund & Sønner AS, která vyrábí hoblíky sýra dosud. Na světě existuje padesát milionů kusů této kuchyňské pomůcky. 
Dalším druhem hoblíku je Girolle, který si nechal patentovat Nicolas Crevoisier v roce 1982.

## Užití
Norský hoblík se na typický sýr brunost, ale dá se jím krájet také zelenina nebo brambory.
Pomocí girolle se krájí sýr Tête de Moine.

## Druhy hoblíků

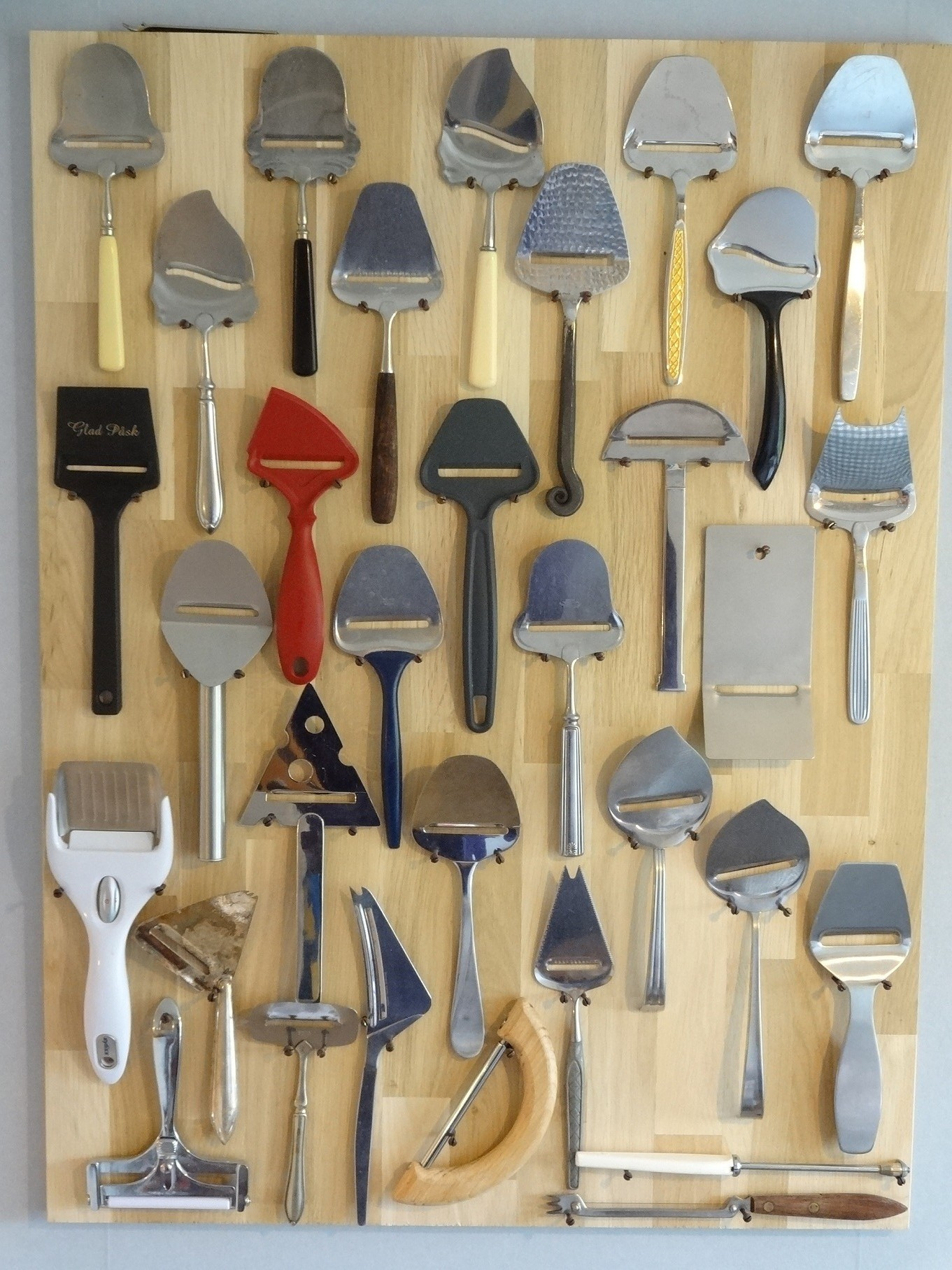
různé druhy hoblíků na sýr
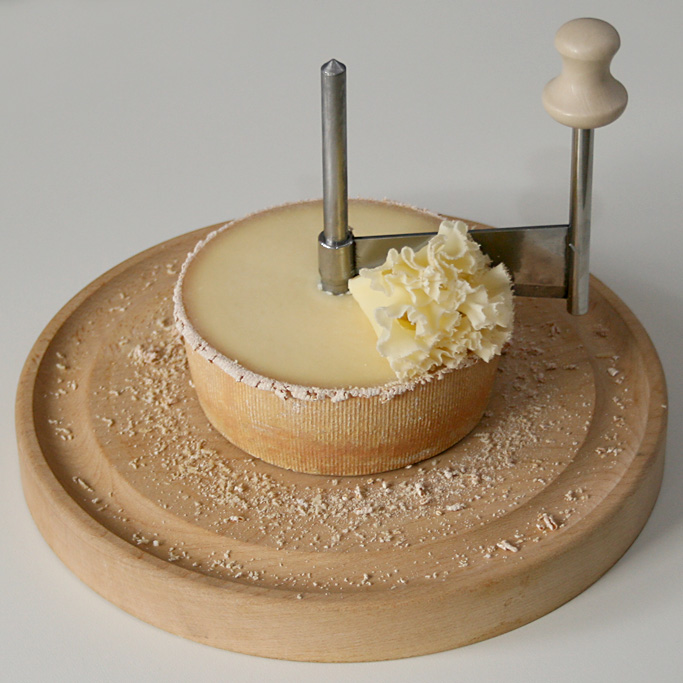
Girolle se sýrem Tête de Moine
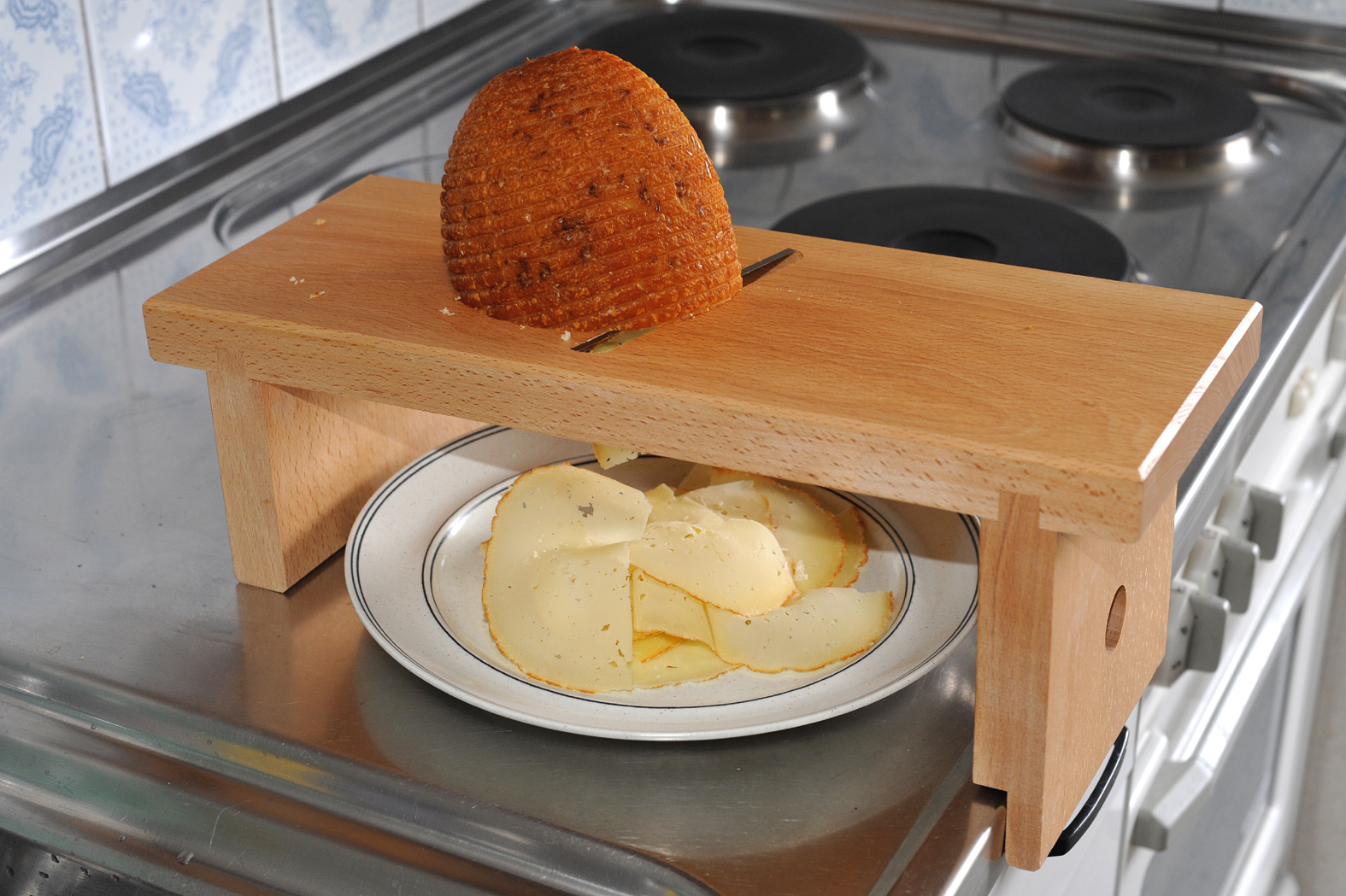
Hoblík na tvrdé a extra tvrdé sýry